# Domenico Quilici
Domenico Quilici (Lucca, la Toscana, 1757 - idem. 1831) fou un compositor italià. Era germà del també músic Biagio (1774-1861).
Fou mestre de capella del duc de Lucca, director d'orquestra del teatre de la seva ciutat natal i director d'una escola gratuïta de música que sufragà de la seva butxaca particular. A Lucca organitzà una sèrie de concerts setmanals (orquestra i cors), en els que s'executaren les millors obres de música clàssica. A més. fou molt versat en literatura, filologia i matemàtiques.
La major part de les seves obres són de caràcter religiós, figurant entre elles una missa de Rèquiem a 4 veus, motets, etc.

## Biografia
- Enciclopèdia Espasa volum nº. 48, pàg. 1220 (ISBN 84-239-4548-0)